# Love Sensuality Devotion: The Remix Collection
Love Sensuality Devotion: The Remix Collection är ett remixalbum av Enigma, utgivet 8 oktober 2001.

## Låtlista
1. "Turn Around Northern Lights Club Mix (135 BPM)" (Michael Cretu, Jens Gad) – 10:27
2. "Age of Loneliness Enigmatic Club Mix (128 BPM)" (Curly M.C.) – 6:14
3. "Push the Limits ATB Remix (133 BPM)" (Cretu, Gad) – 7:51
4. "Gravity of Love Judgement Day Club Mix (140 BPM)" (Cretu) – 5:59
5. "Return to Innocence 380 Midnight Mix (088 BPM)" (Curly) – 5:42
6. "Sadeness (Part I) Violent U.S. Remix (095 BPM)" (Curly, F. Gregorian, David Fairstein) – 4:43
7. "Principles of Lust Everlasting Lust Mix (095 BPM)" (Curly) – 4:56
8. "Mea Culpa Fading Shades Mix (100 BPM)" (Curly, Fairstein) – 6:04
9. "T.N.T. for the Brain Midnight Man Mix (112 BPM)" (Curly) – 5:56